# 班用机枪
班用机枪是步兵班攜帶使用的一种便携式自動火器，此類自動火器也是快速直射火力的来源。轻机枪以及配备更重的槍管、兩腳架和彈鏈/彈鼓的改进型擊發調變槍械也可以歸入班用机枪的範圍。